# Trigonobalanus
Genre
Synonymes
- Colombobalanus Nixon & Crepet[3],[4]
- Formanodendron Nixon & Crepet[3],[4]

Trigonobalanus est un genre de plantes de la famille des Fagacées.

## Liste des espèces
Selon BioLib (25 février 2020), Catalogue of Life (25 février 2020), World Checklist of Selected Plant Families (WCSP) (25 février 2020), The Plant List (25 février 2020) et Tropicos (25 février 2020) :
- Trigonobalanus doichangensis (A.Camus) Forman, Kew Bull. 17: 387 (1964) (syn. Formanodendron doichangensis (A. Camus) Nixon & Crepet). - Chine et Thaïlande
- Trigonobalanus excelsa Lozano, Hern. Cam. & Henao, Caldasia 12: 519 (1979). - endémique de Colombie
- Trigonobalanus verticillata Forman, Taxon 11: 140 (1962).